# Neuvogelsang
Neuvogelsang ist ein Ortsteil des oberschwäbischen Marktes Ottobeuren im Landkreis Unterallgäu.

## Geografie
Die Einöde Neuvogelsang liegt etwa acht Kilometer südöstlich von Ottobeuren und ist über die Kreisstraße MN 31 mit dem Hauptort verbunden. Südlich der Einöde beginnt der Landkreis Ostallgäu. Das Gebiet um Neuvogelsang wird landwirtschaftlich genutzt.

## Zugehörigkeit
Neuvogelsang gehörte zur Gemeinde Ollarzried und wurde mit dieser im Zuge der Gebietsreform in Bayern am 1. Juli 1972 in den Markt Ottobeuren eingegliedert.